# 한정애
한정애(韓貞愛, 1965년 2월 9일~)는 대한민국의 정치인으로, 제19·20·21·22대 국회의원이다. 한국산업안전보건공단 노조위원장, 제19대 환경부 장관을 지냈다.
1965년 충청북도 단양군에서 태어났다. 1989년 부산대학교를 나온 후 한국산업안전보건공단에 입사하였다. 1999년 영국 노팅엄 대학교(University of Nottingham)로 유학을 떠났으며, 2003년 공학박사 학위(산업공학과)를 취득하였다.
2012년에 민주통합당 비례대표로 출마해 제19대 국회의원이 되었으며, 2016년 제20대 총선과 2020년 제21대 총선에서  강서구 병 지역구에 출마, 당선되어 3선을 하였다. 2021년 1월 22일부터 환경부 장관을 지냈으며, 2022년 5월 9일 환경부 직원들과 간단한 이임식 행사를 한 후 환경부 장관 직에서 퇴임했다. 2024년 4월 제22대 총선에서 서울 강서구 병에 출마, 당선되며 4선 국회의원이 되었다.

## 학력
- 강동국민학교 졸업
- 해운대여자중학교 졸업
- 해운대여자고등학교 졸업
- 부산대학교 환경공학과 학사
- 부산대학교 환경대학원 공학석사 수료
- 영국 노팅엄 대학교 산업공학 박사

## 경력
- 1989년: 한국산업안전보건공단 공채 2기 입사
- 2005년~2006년: 한국산업안전보건공단 노조위원장
- 2006년~2010년: 한국노동조합총연맹 공공연맹 수석부위원장
- 2008년: 경제사회발전노사정위원회 일·가정 양립 및 여성고용촉진위원회 위원
- 2010년: 국민연금 기금운용위원회 위원
- 2010년: 국민건강보험공단 재정운영위원회 위원
- 2011년: 한국노동조합총연맹 대외협력본부 본부장
- 2011년: 민주당·시민통합당·한국노동조합총연맹 통합수임기구 수임위원
- 2012년 4월 11일: 대한민국 제19대 국회의원 선거 당선(비례대표, 민주통합당, 초선)
- 2012년 5월~2012년 6월: 민주통합당 비상대책위원회 최고위원
- 2012년 5월~2013년 5월: 민주통합당 원내부대표
- 2012년 10월: 제127차 IPU(국제의회연맹) 한국대표
- 2013년 3월: 제128차 IPU(국제의회연맹) 한국대표
- 2013년 5월~2014년 3월: 민주당 을지로위원회 총무기획분과장
- 2013년 6월~2014년 3월: 민주당 정책위원회 부의장
- 2013년 8월~2014년 3월: 민주당 전국여성위원회 운영위원
- 2013년 9월~2014년 3월: 민주당 공공부문 민영화저지 특별위원회 위원
- 2013년 10월: 제129차 IPU(국제의회연맹) 한국대표
- 2013년: 민주당 정기전당대회 준비위원회 위원 및 선거관리위원
- 2014년 1월~2014년 3월: 민주당 AI대책 특별위원회 위원
- 2014년 1월~2014년 3월: 민주당 대변인
- 2014년 3월~2015년 2월: 새정치민주연합 대변인
- 2014년: 미국 국무부 초청 워킹패밀리 백악관 회담 한국대표
- 2014년: 제20차 UN 기후변화협약 당사국 총회 한국대표
- 2015년 4월: 새정치민주연합 서울특별시당 여성위원회 위원장
- 2015년 4월~: 최저임금 현실화를 위한 의원모임 위원
- 2015년 4월~2015년 12월: 새정치민주연합 네트워크정당 추진단 추진위원
- 2015년 4월~2015년 12월: 새정치민주연합 언론홍보대책특별위원회 위원
- 2015년 5월~2015년 12월: 새정치민주연합 원내부대표
- 2015년 6월~2015년 12월: 새정치민주연합 유능한경제정당위원회 위원
- 2015년 8월~2015년 12월: 새정치민주연합 한반도평화안보특별위원회 위원
- 2015년 12월~2016년 5월: 더불어민주당 원내부대표
- 2016년 4월 13일: 대한민국 제20대 국회의원 선거 당선(서울 강서구 병, 더불어민주당, 재선)
- 2016년 5월~: 더불어민주당 서울특별시당 강서구 병 지역위원회 위원장
- 2016년 5월~2016년 9월: 더불어민주당 정책위원회 수석부의장
- 2016년 9월~2017년 6월: 더불어민주당 제4정책조정위원회 위원장
- 2016년: 더불어민주당 조직강화특별위원회 위원
- 2017년: 더불어민주당 당헌당규강령정책위원회 위원
- 2017년: 더불어민주당 개혁입법추진단
- 2017년 3월~2017년 5월: 더불어민주당 홍보위원회 위원장
- 2017년 5월~2017년 7월: 국정기획자문위원회 사회분과 위원
- 2017년 6월~2018년 9월: 더불어민주당 제5정책조정위원회 위원장
- 2018년 9월~2019년 5월: 더불어민주당 정책위원회 수석부의장
- 2020년 4월 15일: 대한민국 제21대 국회의원 선거 당선(서울 강서구 병, 더불어민주당, 3선)
- 2020년 8월~2021년 1월: 더불어민주당 정책위원회 의장
- 2020년 10월~2021년 1월: 더불어민주당 국난극복 K-뉴딜위원회 총괄본부장
- 2021년 1월~2022년 5월: 제19대 환경부 장관
- 2021년 1월~2022년 5월: 대통령직속 국가균형발전위원회 당연직위원
- 2021년 5월~2022년 5월: 대통령직속 2050 탄소중립위원회 당연직 위원
- 2022년 6월~2022년 8월: 더불어민주당 비상대책위원
- 2022년 8월: 더불어민주당 윤석열정권 경찰장악대책위원회 위원장
- 2024년 4월 10일: 대한민국 제21대 국회의원 선거 당선(서울 강서구 병, 더불어민주당, 4선)
- 2025년 8월~: 더불어민주당 정책위원회 의장
- 2025년 8월~: 더불어민주당 기후위기대응환경특별위원장

### 의정 활동
- 2012년 5월 30일~2016년 5월 29일: 제19대 국회의원(비례대표, 민주통합당→민주당→새정치민주연합→더불어민주당, 초선)
  - 2012년 5월~2013년 5월: 제19대 국회 운영위원회 위원
  - 2012년 5월~2016년 5월: 제19대 국회 환경노동위원회 위원
  - 2013년 6월~2013년 7월: 제19대 국회 공공의료정상화를 위한 국정조사특별위원회 위원
  - 2013년 8월~2014년 5월: 제19대 국회 예산결산특별위원회 위원
  - 2013년 12월~2014년 1월: 제19대 국회 정치개혁특별위원회 위원
  - 2015년 6월~2015년 11월: 제19대 국회 공적연금 강화와 노후빈곤 해소를 위한 특별위원회 위원
- 2016년 5월 30일~2020년 5월 29일: 제20대 국회의원(서울 강서구 병, 더불어민주당, 재선)
  - 2016년 6월~2018년 5월: 제20대 국회 전반기 환경노동위원회 간사
  - 2017년 11월~2017년 11월: 제20대 국회 헌법재판소장(이진성) 임명동의에 관한 인사청문특별위원회 간사
  - 2018년 7월~2020년 5월: 제20대 국회 후반기 환경노동위원회 간사
- 2020년 5월 30일~2024년 5월 29일: 제21대 국회의원(서울 강서구 병, 더불어민주당, 3선)
  - 2020년 6월~2020년 9월: 제21대 국회 전반기 보건복지위원회 위원장
  - 2020년 9월~2021년 9월: 제21대 국회 전반기 행정안전위원회 위원
  - 2021년 9월~2021년 9월: 제21대 국회 전반기 문화체육관광위원회 위원
  - 2021년 9월~2022년 5월: 제21대 국회 전반기 행정안전위원회 위원
  - 2022년 7월~2024년 5월: 제21대 국회 후반기 보건복지위원회 위원
  - 2023년 9월~2024년 5월: 제21대 국회 기후위기 특별위원회 위원
- 2024년 5월 30일~: 제22대 국회의원(서울 강서구 병, 더불어민주당, 4선)
  - 2024년 6월~: 제22대 국회 전반기 외교통일위원회 위원
  - 2025년 3월~2025년 8월: 제22대 국회 기후위기 특별위원회 위원장
  - 2025년 6월~2025년 7월: 제22대 국회 국무총리(김민석) 임명동의에 관한 인사청문 특별위원회 위원

## 저서
- 《하얀봉투》(도서출판 디코드, 2013. 12. 12.)
- 《乙을 위한 행진곡, 민주당 경제민주화 모임 20인 의원 공저》(도서출판 비타베아타, 2013. 6. 15.)

## 수상
- 2024년 더불어민주당 국정감사 우수의원상 수상

## 역대 선거 결과
|  | 36.45% |

|  | 43.54% |

|  | 59.92% |

|  | 59.13% |

## 소속 정당
| 소속 정당 | 소속 정당      | 소속 기간 | 비고      |
| --------- | -------------- | --------- | --------- |
|           | 민주통합당     | 2011~2013 | 정계 입문 |
|           | 민주당         | 2013~2014 | 당명 변경 |
|           | 새정치민주연합 | 2014~2015 | 합당      |
|           | 더불어민주당   | 2015~현재 | 당명 변경 |

## 같이 보기
- 대한민국 제19대 국회의원 선거 민주통합당 후보 목록#비례대표
- 강서구 병
- 서울 강서구의 국회의원
- 대한민국의 환경부 장관